# Temple Emanuel
El Temple Emanuel (en anglès: Temple Emanuel) es troba en el carrer Pearl, a Denver, Colorado, en els Estats Units, es tracta d'un edifici que va ser construït entre 1898 i 1899, i fou ampliat en 1924. Va ser inclòs en el Registre Nacional de Llocs Històrics en 1987. El temple es troba en el barri de Capitol Hill, a Denver.